# Mise en accusation
En droit pénal, une mise en accusation est l'acte de procédure pénale qui a pour effet d'envoyer un justiciable devant le tribunal pénal compétent afin qu'il y réponde des infractions qui lui sont imputées.

## Par pays

### Canada
En droit pénal canadien, l'acte d'accusation est réservé pour les prévenus qui subissent leur procès devant juge avec jury (art. 574 C.cr.) ou qui subissent leur procès devant juge seul (art. 566 C.cr). Les personnes qui subissent leur procès devant un juge de la Cour provinciale n'ont pas besoin d'un acte d'accusation car une dénonciation suffit (art. 505 C.cr.). Dans les procès qui nécessitent un acte d'accusation, le procureur de la Couronne doit faire un travail supplémentaire car il doit rédiger l'acte d'accusation,.
La détermination du tribunal compétent ne dépend pas directement de l'acte d'accusation ou de la dénonciation, mais repose plutôt sur les règles de compétence d'attribution : ou bien l'accusé aurait commis l'un des crimes graves de l'article 469 C.cr. et il doit être jugé en Cour supérieure, ou bien il aurait commis une infraction qui relève de la compétence absolue de la Cour provinciale (art. 553 C.cr.), et lorsque l'infraction qui aurait été commise n'est ni dans la liste de l'article 469 C.cr., ni dans la liste de l'article 553 C.cr., l'accusé doit faire un choix de son type de procès à l'art. 536 (2.1) C.cr. et c'est ce choix qui en bout de ligne détermine le tribunal compétent. En règle générale, choisir un juge avec jury équivaut à choisir la Cour supérieure, tandis que choisir un juge seul ou un juge de la Cour provinciale équivaut à aller devant un tribunal provincial (c'est la Cour du Québec pour la résidents québécois).

### France
En France, la mise en accusation se passe de manière différente selon la gravité des faits reprochés. En matière de contraventions et de délits, la mise en accusation est le rôle du Ministère public et se fait par citation directe, par convocation en justice (forme simplifiée de la citation directe) ou par comparution immédiate. En matière de délits graves ou de crimes, la mise en accusation est précédée par un réquisitoire introductif du Ministère public au juge d'instruction qui mettra alors la personne concernée en examen (l'inculpation avant 1993) et, au terme de l'instruction, s'il y a des charges suffisantes, prendra une ordonnance de renvoi devant un tribunal ou de mise en accusation devant une cour d'assises.
Selon la juridiction et la procédure qui y est applicable, la mise en accusation pourra se faire par citation directe par le ministère public ou par une décision ou ordonnance de renvoi prise par un juge d'instruction ou un tribunal au cours d'une audience préliminaire.
Lorsqu'il n'y a pas mise en accusation, il y a non-lieu.

### Suisse
En Suisse, le ministère public procède à la « mise en accusation » (devant le tribunal compétent) lorsqu'il considère que les soupçons sont suffisants et qu'il ne peut pas condamner par ordonnance pénale (article 324 et suivants du Code de procédure pénale).